# Patricia Darbonville
Patricia Darbonville (née Maubouet le 8 mars 1951 à Saint-Aignan-sur-Cher) est une athlète française, spécialiste du 400 mètres.

## Biographie
Membre de l'AAJ. Blois, elle remporte quatre titres de championne de France du 400 mètres : deux en plein air en 1976 et 1978, et deux en salle en 1976 et 1978.
Elle améliore à deux reprises le record de France en salle du 400 mètres en 1976.
Elle réalise le meilleur chrono des sprinteuses françaises en 1978 dans le temps de 52 s 93[3].